# العلاقات الرواندية الليبية
العلاقات الرواندية الليبية هي العلاقات الثنائية التي تجمع بين رواندا وليبيا.

## مقارنة بين البلدين
هذه مقارنة عامة ومرجعية للدولتين:
| وجه المقارنة                                              | رواندا                                        | ليبيا                                       |
| --------------------------------------------------------- | --------------------------------------------- | ------------------------------------------- |
| المساحة (كم2)                                             | 26.34 ألف                                     | 1.76 مليون                                  |
| عدد السكان (نسمة)                                         | 12.21 مليون                                   | 6.37 مليون                                  |
| الكثافة السكانية (ن./كم²)                                 | 463.55                                        | 3.62                                        |
| العاصمة                                                   | كيغالي                                        | طرابلس                                      |
| اللغة الرسمية                                             | اللغة الكينيارواندا، لغة إنجليزية، لغة فرنسية | اللغة العربية، اللغة العربية الفصحى الحديثة |
| العملة                                                    | فرنك رواندي                                   | دينار ليبي                                  |
| الناتج المحلي الإجمالي (بليون دولار)                      | 9.14 مليار                                    | 50.98 مليار                                 |
| الناتج المحلي الإجمالي (تعادل القوة الشرائية) بليون دولار | 20.46 مليار                                   | 69.32 مليار                                 |
| الناتج المحلي الإجمالي الاسمي للفرد دولار أمريكي          | 697                                           |                                             |
| الناتج المحلي الإجمالي للفرد دولار أمريكي                 | 1.66 ألف                                      | 15.60 ألف                                   |
| مؤشر التنمية البشرية                                      | 0.483                                         | 0.724                                       |
| رمز المكالمات الدولي                                      | +250                                          | +218                                        |
| رمز الإنترنت                                              | .rw                                           | .ly                                         |
| المنطقة الزمنية                                           | ت ع م+02:00                                   | ت ع م+02:00، توقيت شرق أوروبا               |

## منظمات دولية مشتركة
يشترك البلدان في عضوية مجموعة من المنظمات الدولية، منها:
| علم المنظمة | اسم المنظمة                        | تاريخ انضمام رواندا | تاريخ انضمام ليبيا |
| ----------- | ---------------------------------- | ------------------- | ------------------ |
|             | مؤسسة التنمية الدولية              | 30 سبتمبر 1963      | 1 أغسطس 1961       |
|             | يونسكو                             | 7 نوفمبر 1962       | 27 يونيو 1953      |
|             | وكالة ضمان الاستثمار متعدد الأطراف | 27 سبتمبر 2002      | 5 أبريل 1993       |
|             | الأمم المتحدة                      | 18 سبتمبر 1962      | 14 ديسمبر 1955     |
|             | الاتحاد البريدي العالمي            | ?                   | ?                  |
|             | البنك الدولي للإنشاء والتعمير      | 30 سبتمبر 1963      | 17 سبتمبر 1958     |
|             | الاتحاد الدولي للاتصالات           | 12 ديسمبر 1962      | 3 فبراير 1953      |
|             | منظمة حظر الأسلحة الكيميائية       | ?                   | ?                  |
|             | مؤسسة التمويل الدولية              | 6 نوفمبر 1975       | 18 سبتمبر 1958     |
|             | منظمة الشرطة الجنائية الدولية      | ?                   | ?                  |
|             | الاتحاد الأفريقي                   | ?                   | ?                  |
|             | البنك الإفريقي للتنمية             | ?                   | ?                  |

## وصلات خارجية
- موقع وزارة الخارجية الرواندية
- موقع وزارة الخارجية الليبية